# Toxina difterică

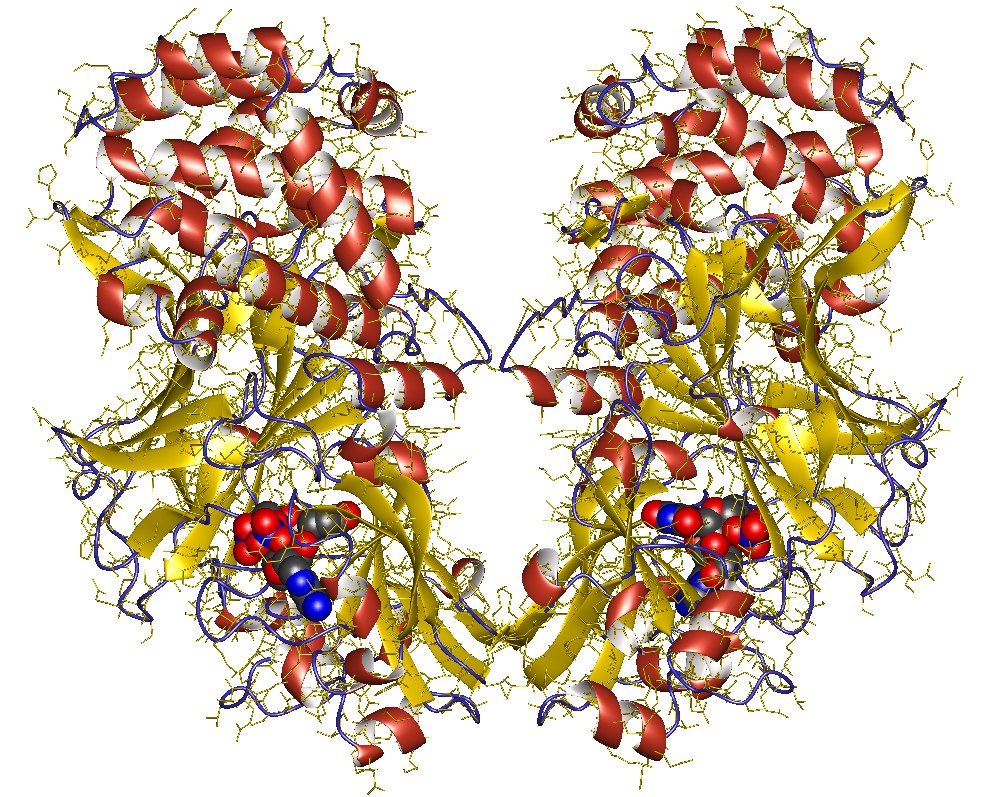
Diphtheria toxin dimer, Corynephage beta.

Toxina difterică este produsă de bacteria Corynebacterium diphtheriae, care produce difteria, toxina are rolul de a inhiba sinteza de proteine la eucariote prin blocarea fazei de translație (o parte din faza de transcripție genetică a ADNului). Toxina este o lectină.

## Patogeneză
Toxicul este alcătuit din două proteine A și B legate printr-o punte bisulfidă care se leagă selectiv pe ca. 80 de ribozomi a celulei eucariote, pătrunderea în celulă și mecanismul de acțiune este asemănător cu cel de la ricină.
Proteina-B a toxinei se leagă de receptorul de la suprafața celulei, după care se separă proteina-A care pătrunde în celulă. Proteina-A va bloca factorul de elongație EF-2 care participă în faza de translație (transcriere a informației genetice) a sintezei proteice celulare.
- Toxine asemănătoare bacteriene care au o structură biproteică asemănătoare dar intevin în alte faze metabolice sunt toxina holerică, a tusei convulsive, sau a antraxului.